# 두근두근 (영화)
"두근두근"은 한국에서 제작된 노진수 감독의 2017년 멜로/로맨스 영화이다. 하얀 등이 주연으로 출연하였다.

## 출연

### 주연
- 장문영
- 하얀
- 김지웅
- 노지유
- 박주현
- 김미지